# Sunčane Skale
Sunčane Skale – międzynarodowy festiwal muzyczny organizowany od 1994 roku w Hercegu Novim na Czarnogórze. Festiwal uznawany jest za największe widowisko tego typu w południowo-wschodniej Europie.

## Historia
Pierwsze edycje festiwalu trwały 3 dni. Podczas pierwszej części organizowano ceremonię zwaną Prinčeva nagrada, podczas której przyznawano nagrody fonograficzne w wielu kategoriach. Podczas drugiego dnia organizowano koncert Nove zvijezde, w którym uczestniczyli debiutanci lub mało znane postaci świata muzycznego z regionu krajów b. Jugosławii. Trzeciego dnia odbywał się finał, od paru lat o charakterze międzynarodowym. W stawce finałowej startowali znani wokaliści, którzy walczyli o tytuł Hitu lata (serb. Pjesma ljeta). Z powodów finansowych parę lat temu festiwal utracił pierwszą część, czyli koncert galowy. W zamian za to do imprezy z roku na rok zgłasza się coraz więcej wokalistów spoza regionu b. Jugosławii. Od 2014 roku organizowany jest jedynie koncert Nove zvijezde.
W 2012 roku, za sprawą serbskiej producentki Milicy Fajgelj, do konkursu zgłosił się polski piosenkarz i aktor Marcin Mroziński z utworem „Is That a Real Love?” współtworzonym z Marcinem Nierubcem. Kompozycja zajęła trzecie miejsce w finałowym głosowaniu jurorskim, dzięki czemu reprezentant Polski otrzymał Brązową Syrenę.
W 2016 festiwal nie odbył się. W 2017 ponownie zrezygnowano z organizacji festiwalu.

## Zwycięzcy
Oto zwycięzcy poszczególnych edycji konkursu:
| Rok  | Artysta                          | Piosenka                     | Uwagi                            |
| ---- | -------------------------------- | ---------------------------- | -------------------------------- |
| 1994 | Maja Nikolić                     | „Baš sam se zaljubila”       | –                                |
| 1995 | Filip Žmaher                     | „Modlitwa”                   | –                                |
| 1996 | Leontina Vukomanović             | „Jedna od sto”               | –                                |
| 1997 | Zorana Pavić                     | „Hoću da umrem dok me voliš” | –                                |
| 1998 | Vlado Georgiev                   | „Ako ikad ostarim”           | –                                |
| 2000 | Tifa i Makadam                   | „Evo ima godina”             | –                                |
| 2001 | Ivana Banfić                     | „Sad je kasno”               | –                                |
| 2002 | Tijana Dapčević                  | „Negativ”                    | –                                |
| 2003 | Bojan Marović                    | „Tebi je lako”               | –                                |
| 2004 | Romana Panić                     | „Nikad i zauvijek”           | –                                |
| 2005 | Goran Karan                      | „Ružo moja bila”             | –                                |
| 2006 | Milena Vučić                     | „Da l’ona zna”               | Zwycięzca koncertu Nove zvijezde |
| 2007 | Lejla Hot                        | „Suza stihova”               | Zwycięzca koncertu Nove zvijezde |
| 2008 | Aleksandra Bučevac               | „Ostani”                     | –                                |
| 2009 | Kaliopi i Naum Petreski          | „Rum dum dum”                | –                                |
| 2010 | Dado Topić i Anita Popović       | „Govore mojim glasom anđeli” | –                                |
| 2011 | Qpid                             | „Under the radar”            | –                                |
| 2012 | J-DA                             | „Gel gel”                    | –                                |
| 2013 | Teška industrija i Kemal Monteno | „Majske kiše”                | –                                |
| 2014 | Dimitar Andonovski               | „Ako me boli”                | Zwycięzca koncertu Nove zvijezde |
| 2015 | Karin Soiref                     | „Sing My Song”               | Zwycięzca koncertu Nove zvijezde |